# Lijst van rivieren in Liberia
Dit is een lijst van rivieren in Liberia. De rivieren in deze lijst zijn geordend naar drainagebekken en de opeenvolgende zijrivieren zijn ingesprongen weergegeven onder de naam van elke hoofdrivier.

## Atlantische Oceaan

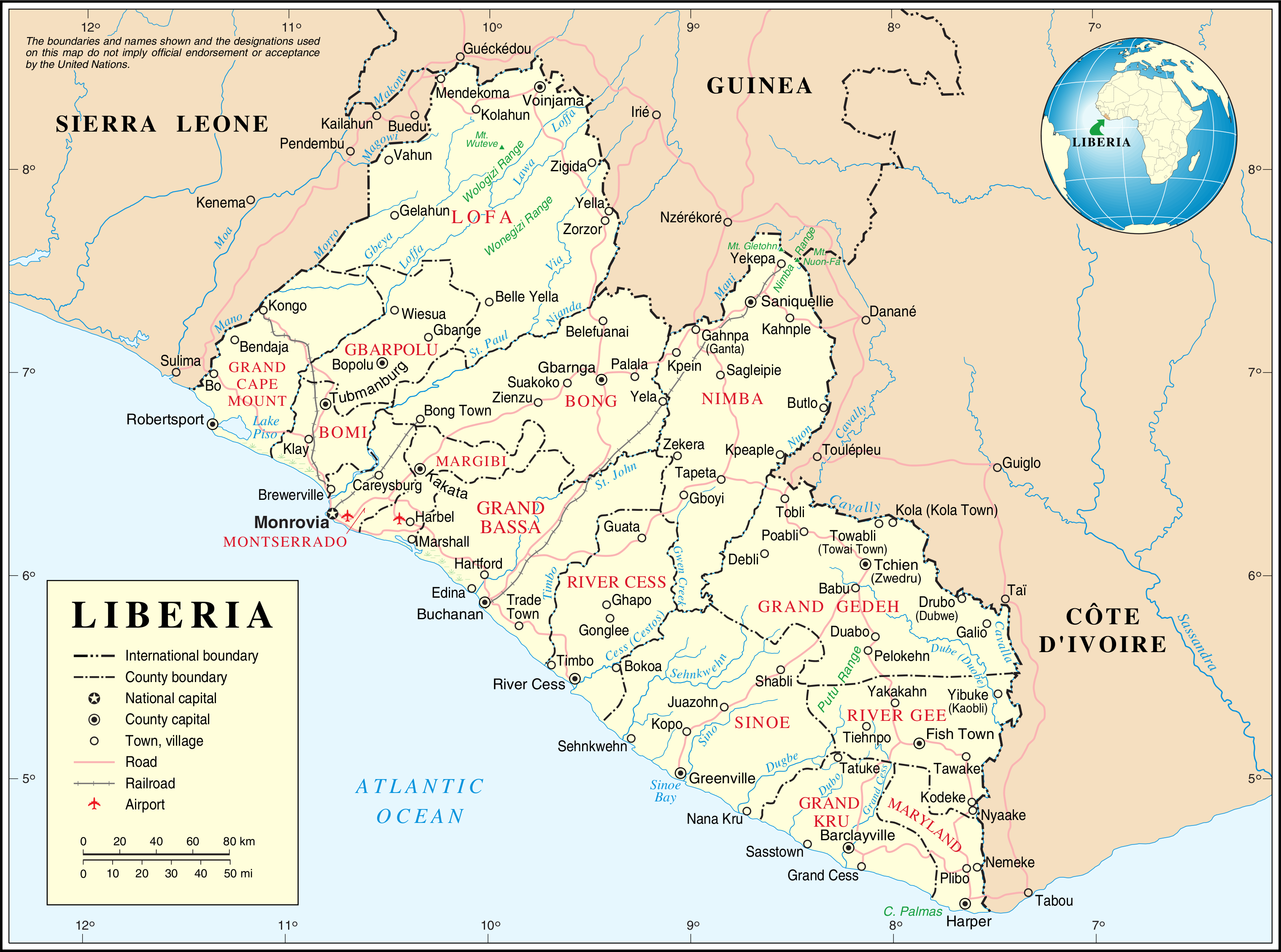
Kaart van Liberia.

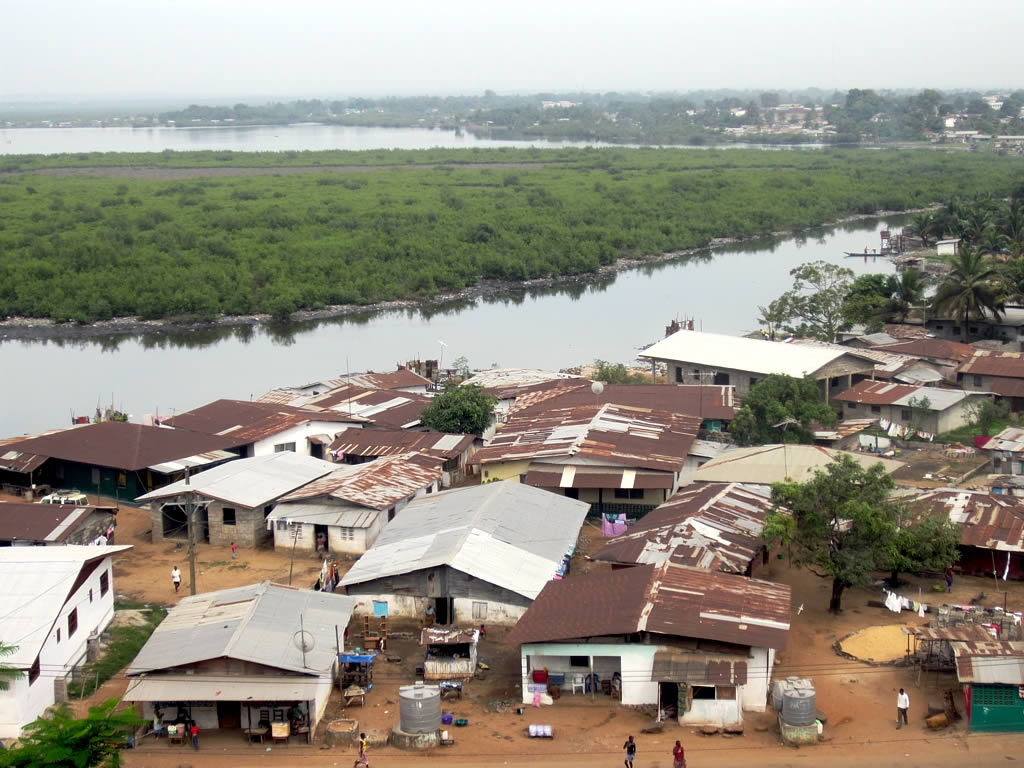
De Mesurado in Monrovia.

- Moa (Sierra Leone)
  - Magowi
- Mano (Gbeya)
  - Moro
- Mafa
- Lofa
  - Mahe
  - Lawa
- Saint Paul
  - Nianda
  - Via

- Mesurado
- Junk
  - Du
- Farmington
- Saint John
  - Mani
- Timbo
- Cestos
  - Gwen Creek
  - Nuon
- Sehnkwehn
- Sinoe
- Dugbe
- Dubo
- Grand Cess
- Cavalla (Cavally)
  - Dube (Douobe)